# Wydział Farmaceutyczny z Oddziałem Medycyny Laboratoryjnej Uniwersytetu Medycznego w Białymstoku
Wydział Farmaceutyczny z Oddziałem Medycyny Laboratoryjnej Uniwersytetu Medycznego w Białymstoku – jeden z trzech wydziałów Uniwersytetu Medycznego w Białymstoku. Ma siedzibę w budynku Euroregionalego Centrum Farmacji przy ul. Adama Mickiewicza 2d w Białymstoku.

## Historia
Wydział Farmaceutyczny z Oddziałem Analityki Medycznej powstał w roku 1977. Początkowo, ze względu na trudności w pozyskaniu kadry do kształcenia farmaceutów, prowadzono nabór na kierunku analityka medyczna. Pierwsi studenci farmacji rozpoczęli naukę w roku 1987. W 2001 roku zmieniono nazwę wydziału na Wydział Farmaceutyczny z Oddziałem Medycyny Laboratoryjnej. Od 2009 roku rozpoczęto kształcenie na kierunku kosmetologia.
Centrum Badań Innowacyjnych, w skład którego wchodzi m.in. Wydział Farmaceutyczny Uniwersytetu Medycznego w Białymstoku, otrzymało w 2012 status Krajowego Naukowego Ośrodka Wiodącego na lata 2012–2017.
Wydział Farmaceutyczny z Oddziałem Medycyny Laboratoryjnej według oceny potencjału naukowego z 30 września 2013 dokonanej przez Ministerstwo Nauki i Szkolnictwa Wyższego posiadał kategorię naukową A+ i był najwyżej sklasyfikowaną jednostką wśród medycznych i paramedycznych jednostek naukowych w Polsce.

## Władze
- prof. dr hab. Wojciech Miltyk – Dziekan
- prof. dr hab. Elżbieta Skrzydlewska – Prodziekan ds. Nauki (do 2018)
- prof. dr hab. Milena Dąbrowska – Prodziekan ds. Jakości Kształcenia i Programów Studiów
- dr hab. Michał Tomczyk – Prodziekan ds. Rozwoju Wydziału
- prof. dr hab. Katarzyna Winnicka – Prodziekan ds. Studenckich

## Jednostki wydziałowe

### Zakłady
- Zakład Analizy i Bioanalizy Leków (2006; Samodzielna Pracownia Analizy Leków)
- Zakład Analizy Instrumentalnej (1977)
- Zakład Biochemii Farmaceutycznej (1984)
- Zakład Biofarmacji (2003; Samodzielna Pracownia Biofarmacji)
- Zakład Biologii (2001)
- Zakład Biotechnologii (2008; Samodzielna Pracownia Biotechnologii)
- Zakład Bromatologii (1989; Samodzielna Pracownia Bromatologii)
- Zakład Chemii Fizycznej (1977)
- Zakład Chemii Leków (1989; Zakład Chemii i Analizy Leków)
- Zakład Chemii Medycznej (1950)
- Zakład Chemii Nieorganicznej i Analitycznej (1977)
- Zakład Chemii Organicznej (1985)
- Zakład Diagnostyki Biochemicznej (1984)
- Zakład Diagnostyki Hematologicznej (1984)
- Zakład Diagnostyki Mikrobiologicznej i Immunologii Infekcyjnej (1999; Zakład Diagnostyki Mikrobiologicznej)
- Zakład Farmacji Klinicznej (2011)
- Zakład Farmacji Stosowanej (1989)
- Zakład Farmakodynamiki (1984)
- Zakład Farmakognozji (1987)
- Zakład Farmakoterapii Monitorowanej (2007; Samodzielna Pracownia Farmakoterapii Monitorowanej)
- Zakład Fizjologii i Patofizjologii Doświadczalnej (1983; Zakład Fizjologii Klinicznej)
- Zakład Histologii i Cytofizjologii (2009)
- Zakład Immunologii (1984)
- Zakład Kosmetologii Specjalistycznej (2018)
- Zakład Laboratoryjnej Diagnostyki Klinicznej (1984)
- Zakład Laboratoryjnej Diagnostyki Pediatrycznej (1995)
- Zakład Medycyny Estetycznej (2008; Samodzielna Pracownia Medycyny Estetycznej)
- Zakład Syntezy i Technologii Środków Leczniczych (1991; Samodzielna Pracownia Syntezy i Technologii Środków Leczniczych)
- Zakład Toksykologii (1977)

### Samodzielne pracownie
- Samodzielna Pracownia Kosmetologii (2008)[5][6]

* W nawiasach podano datę powstania i poprzednie nazwy jednostek.

## Dydaktyka
Na Wydziale istnieje możliwość podjęcia studiów na trzech kierunkach:
- analityka medyczna – studia jednolite magisterskie stacjonarne i niestacjonarne
- farmacja – studia jednolite magisterskie stacjonarne i niestacjonarne oraz jednolite studia stacjonarne w języku angielskim
- kosmetologia – studia I oraz II stopnia stacjonarne i niestacjonarne

Wydział prowadzi również kształcenie w ramach studiów podyplomowych:
- Bezpieczeństwo żywności i suplementów diety,
- Kosmetologia – pielęgnacja zdrowia i urody,
- Suplementy diety w żywieniu ogólnym i sporcie,

a także podyplomowe kursy specjalizacyjne dla farmaceutów – specjalność farmacja apteczna i diagnostów laboratoryjnych oraz kursy w ramach kształcenia ciągłego farmaceutów.
Istnieje także możliwość rozpoczęcia studiów doktoranckich w dziedzinie nauk farmaceutycznych lub nauk medycznych, dyscyplina biologia medyczna.